# Batalla de Maldon
Este artículo trata sobre una batalla, para la obra literaria véase La batalla de Maldon.
La batalla de Maldon tuvo lugar el 11 de agosto de 991, cerca de Maldon, a orillas del río Blackwater en Essex (Inglaterra), durante el reinado de Etelredo II el Indeciso. Los anglosajones, encabezados por Byrhtnoth, lucharon contra los invasores vikingos de origen noruego. La batalla terminó con la derrota de los anglosajones y el pago de un danegeld de diez mil libras romanas en plata (3300 kg), el primer ejemplo de tributo a cambio de paz pagado a los vikingos en Inglaterra.
La Crónica anglosajona es la fuente contemporánea que ofrece luz sobre algunos aspectos del conflicto, entre ellos que fue Olaf Tryggvason quien lideró las tropas vikingas, entre 2000 y 4000 hombres. Otra fuente, del siglo XII, Liber Eliensis, sugiere que Byrhtnoth solo disponía de algunos pocos hombres: «A él [Byrthnot] nunca le preocupó el pequeño número de sus hombres, tampoco se amendrentó por la multitud del enemigo».